# Kaku (Népal)
Pour les articles homonymes, voir Kaku.
Kaku (en népalais : काकु) est un comité de développement villageois du Népal situé dans le district de Solukhumbu. Au recensement de 2011, il comptait 3 790 habitants.